# AD Возничего
AD Возничего (лат. AD Aurigae) — одиночная переменная звезда в созвездии Возничего на расстоянии (вычисленном из значения параллакса) приблизительно 3504 световых лет (около 1074 парсеков) от Солнца. Видимая звёздная величина звезды — от +13,1m до +11m.

## Характеристики
AD Возничего — красная пульсирующая полуправильная переменная звезда типа SRB (SRB) спектрального класса M6.